# Marcos Espeche
Marcos Espeche (Córdoba, Argentina; 18 de junio de 1985) es un futbolista argentino. Juega de defensa y su equipo actual es el Pontedera de la Serie C de Italia.

## Trayectoria
En la temporada 2007-08 jugó en el CD Ronda de la Primera Andaluza.
Espeche continuó su carrera en clubes del ascenso italiano desde 2010.
Llegó a la Reggiana en 2019 y formó parte del plantel que ganó el ascenso a la segunda categoría ese año. El 27 de septiembre de 2020, debutó en la Serie B por la Reggiana ante el Pisa a los 35 años de edad.
El 16 de junio de 2021, se incorporó al Pontedera.

## Clubes
| Club                | País   | Año           |
| ------------------- | ------ | ------------- |
| CD Ronda            | España | 2007-2008     |
| USD Forte dei Marmi | Italia | 2010-2011     |
| Lucchese            | Italia | 2011-2018     |
| Gubbio              | Italia | 2018-2019     |
| Reggiana            | Italia | 2019-2021     |
| Pontedera           | Italia | 2021-presente |